# Zeca Afonso
José Manuel Cerqueira Afonso dos Santos, conegut com a Zeca Afonso o simplement Zeca, (Aveiro, 2 d'agost de 1929 - Setúbal, 23 de febrer de 1987) fou un compositor de música i cantautor portuguès.
Zeca va ser un compositor de cançó protesta. Escriví contra la dictadura de Salazar (l'Estado Novo, com s'anomenava a si mateixa), de caràcter feixista, que governà Portugal des de 1933 fins al 1974. És un dels més coneguts i millors músics de Portugal i que anys després encara roman en un alt nombre de vendes tant en el seu país com a l'estranger.
Compongué la cançó «Grândola, Vila Morena»', que, emesa per ràdio, serviria de senyal per a l'inici de la Revolució dels clavells el 25 d'abril de 1974.

## Biografia
Fill de José Nepomuceno Afonso dos Santos, magistrat, i Maria das Dores Dantas Cerqueira, mestra, es crià amb els seus oncles Gigé i Xico en una casa situada en el llac de Cinco Bicas, a Aveiro, fins que amb 3 anys anà a viure a Angola amb els seus pares i germans, que ja feia dos anys que s'hi estaven.
La relació amb l'hàbitat africà i llur naturalesa li causà un profund lligam amb Àfrica. Les seves cançons reflecteixen aquesta fascinació. Anys més tard descobriria l'amargor de la realitat social africana de la colonització i l'apartheid.
El 1937 torna a Aveiro, on romandrà a casa de les seves ties maternes, però en poc temps, aquest mateix any, retorna a Àfrica, aquesta vegada a Moçambic, on es retroba amb la seva família a Maputo (en aquell temps anomenada Lourenço Marques), i on romandrà fins a 1939, quan es traslladarà a Belmonte, a casa del seu oncle Filomeno, el qual era el batlle de la localitat.
A Belmonte acabà els estudis primaris i visqué l'ambient més profund del salazarisme junt amb el seu oncle, que n'era adepte, així com admirador dels règims feixistes de Franco i Hitler. El mateix Zeca diria anys més tard que «fou l'any més desgraciat de la meva vida».
El 1940 anà a Coïmbra, on començà a cantar. Estudià al Liceu João III. Assolí el reconeixement dels tradicionals i s'inicia en serenates cantant en estarolas de aldeia. Interpretava sobre tot el fado de Coïmbra, líric i tradicional.

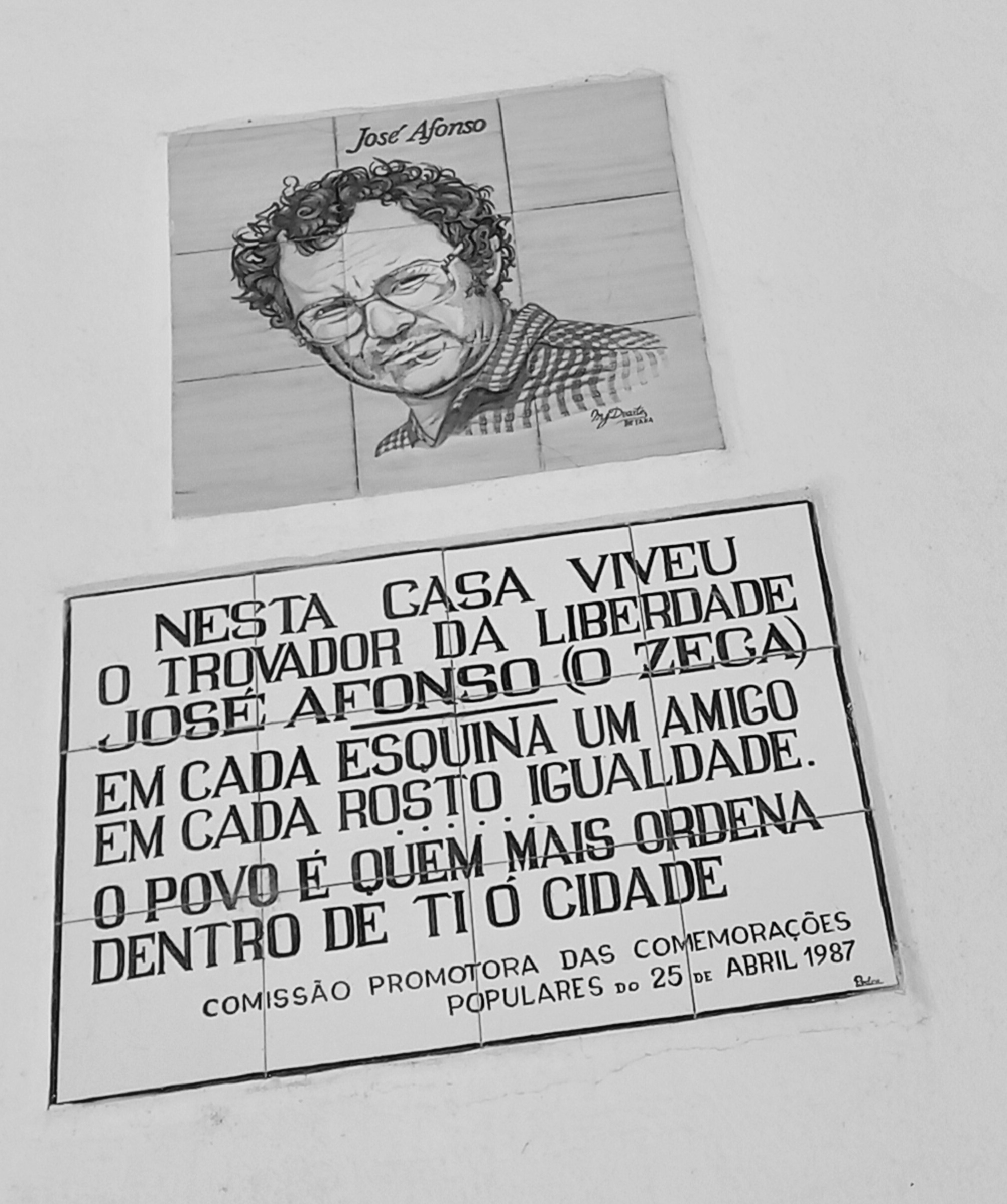
Placa a la casa de Coïmbra on visqué

El 1958 enregistra el seu primer disc, Balades de Coïmbra i compon la balada «Menino do Bairro Negro», inspirada en la misèria del barri de Barredo, a Porto. Més tard enregistraria Os vampiros, que juntament amb la cançó «Trova do Vento que Passa», amb lletra d'un poema de Manuel Alegre, musicat i cantat per Adriano Correia d'Oliveira, esdevé un dels símbols antifeixistes de l'època.
En el curs 1958-59 fou professor de francès i d'història a l'Escola Comercial i Indústria d'Alcobaça. Retorna a Moçambic el 1964 i treballa com a professor del Liceu. Desenvolupa una intensa activitat anticolonialista que li causa problemes amb la policia política del règim (PIDE). Quan retorna a Portugal es col·loca com a professor a Setúbal, on participa activament en accions contra la dictadura i és expulsat de l'ensenyança, cosa que l'obliga, per a sobreviure, a enregistrar llur primer àlbum: Baladas e Canções.
Entre 1967 i 1970, Zeca radicalitza la seva lluita contra el règim de Salazar i es converteix en un símbol de la resistència democràtica. Manté contacte amb el Partit Comunista Portuguès (PCP) i el LUAR. És detingut diverses vegades per la PIDE.
El 1969 participa a París en el primer encontre de la Cançó portuguesa de combat i enregistra el LP Cantares do Andarillo, que rep el premi al millor disc de l'any i millor interpretació atorgada per Casa da Imprensa. Zeca Afonso passa a ser anomenat en els diaris amb l'anagrama Esoj Osnofa per evitar la censura.
El 1971, edita Cantigas do Maio, en què apareix «Grândola, Vila Morena», que més tard serà immortalitzada com un dels símbols de la Revolució dels clavells. Zeca participa en diversos festivals, publica llibres i llança l'LP, Eu vou ser como a toupeira. El 1973 canta en el III Congrés de l'Oposició Democràtica i grava l'àlbum Venham mais cinco.

Després de la Revolució segueix cantant i enregistra el disc Coro dos tribunais i participa en nombrosos festivals de cantos Libres. Manté la seva activitat política i es torna un admirador del període del PREC i el 1976 dona suport a Otelo Saraiva de Carvalho en la seva candidatura per la presidència de la república.

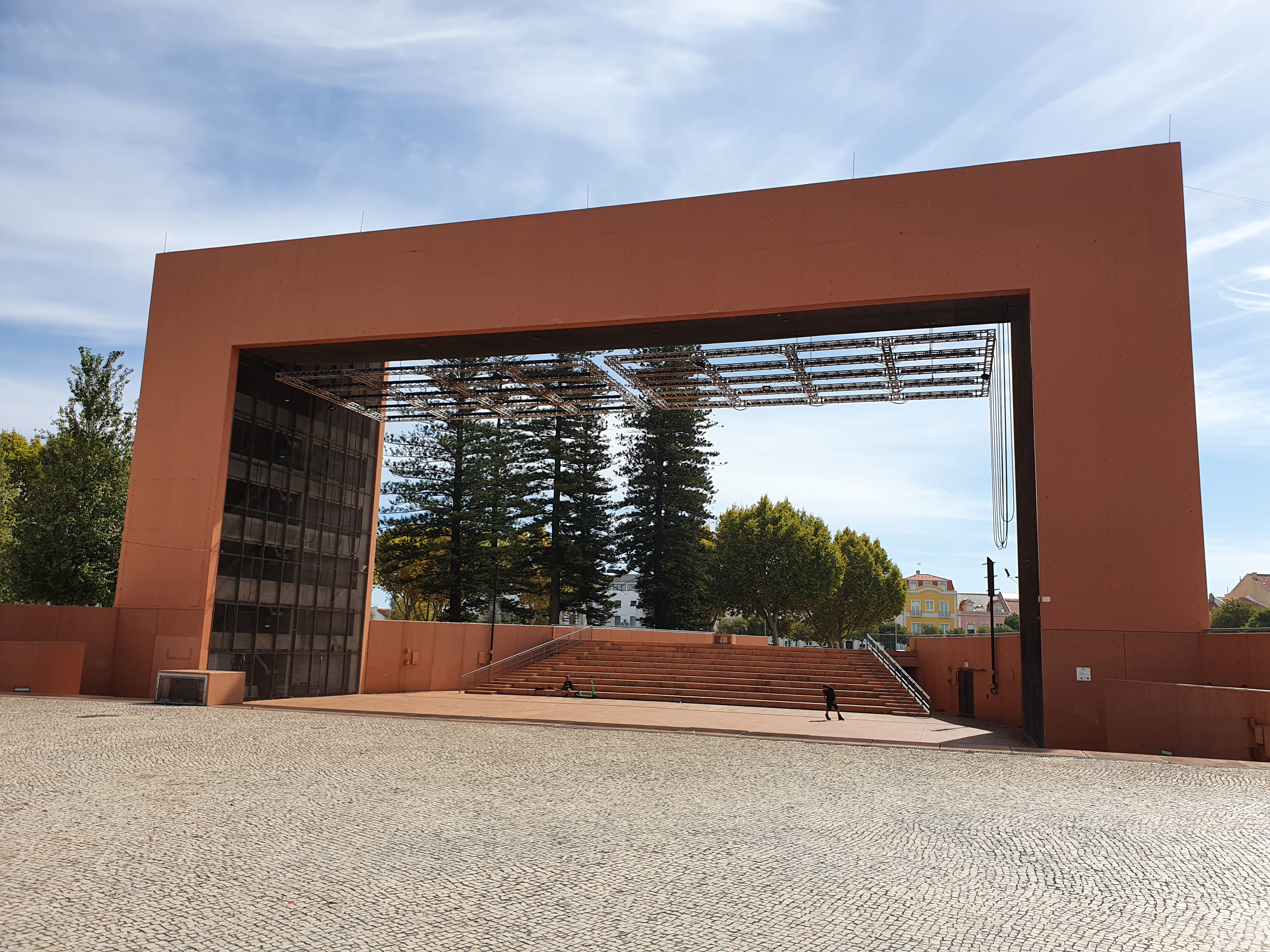
Auditório José Afonso, a Setúbal

Els seus últims espectacles recorren els escenaris de Lisboa i Porto el 1983 quan Zeca Afonso ja es trobava malalt d'esclerosi lateral amiotròfica, rara malaltia neurodegenerativa (coneguda també com a Malaltia de Lou Gehrig). Al final d'aquest any li és concedida la condecoració Ordem da Liberdade, que Zeca refusa, i més tard, el 1994, se li torna a atribuir a títol pòstum, però la seva esposa també la refusa recordant que ja en vida el mateix Afonso ho havia fet.
Mor el 23 de febrer de 1987 a Setúbal amb cinquanta-set anys; el seu enterrament va congregar prop de 20.000 persones.

## Llegat i memòria

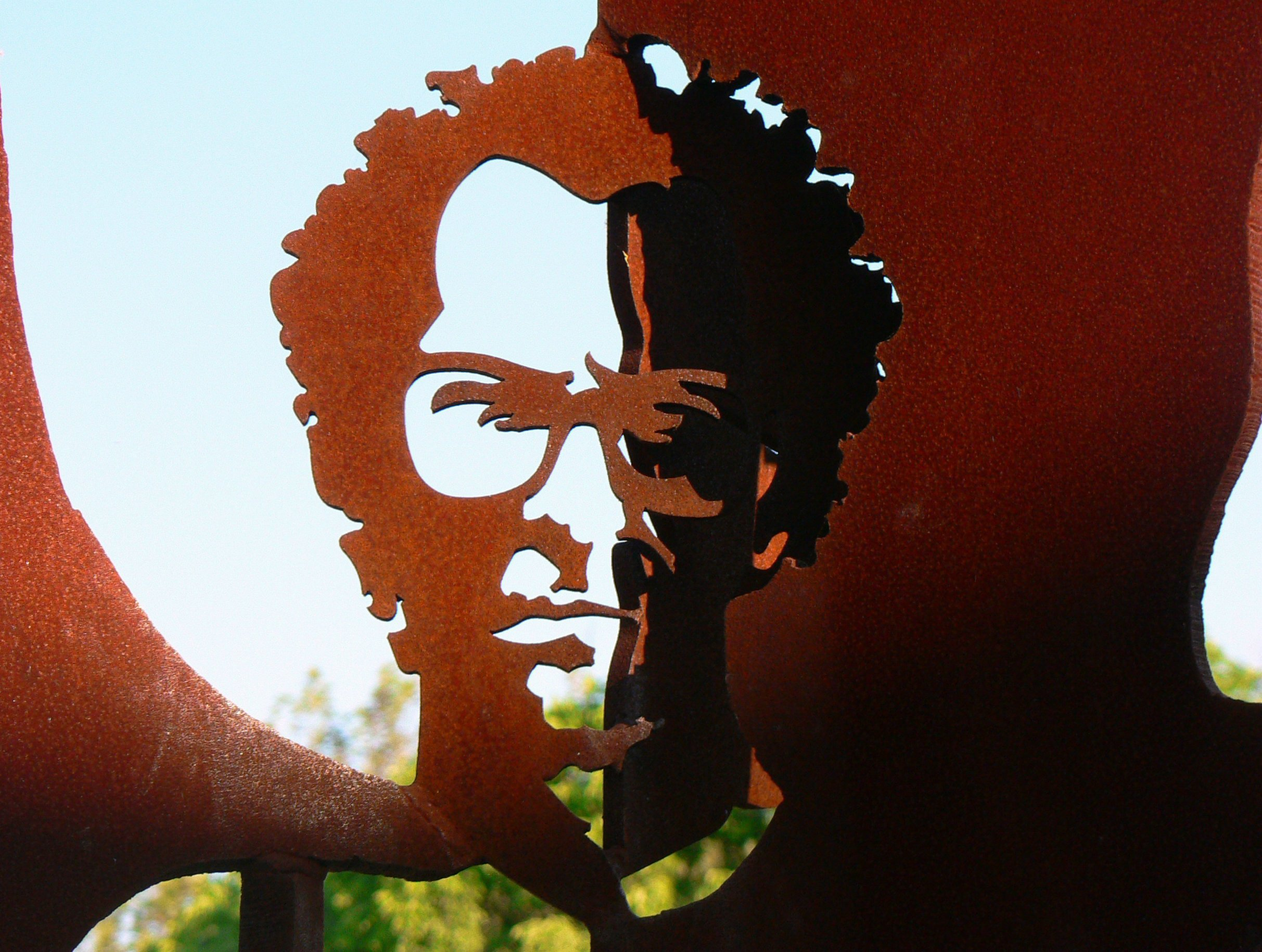
Monument a la vila de Grândola

Afonso és una referència nacional i la seva música és sempre present en el patrimoni cultural portuguès. A més de ser recordat cada 25 d'abril, hi ha escoles, carrers, places i associacions amb el seu nomː les escoles o instituts d'Alhos Vedros, Loures, Seixal..., carrers a Lisboa, Albufeira, Sesimbra..., places a Setúbal, Amadora, Faro..., auditoris, parcs i jardins. I també s'han encunyat monedes amb la seva efígie.
Al 1999 s'erigí un monument a Grândola, en el 25è aniversari de la Revolució dels Clavells, per homenatjar la figura del músic autor de «Grândola, Vila Morena».
També se n'han fet documentals, com José Afonso, Traz outro amigo também (RTP, 2021), de Nuno Galopim i Miguel Pimenta, que aplega entrevistes gravades en diferents moments, actuacions en directe, reportatges i aparicions en programes de televisió.